# Abraham Kazen

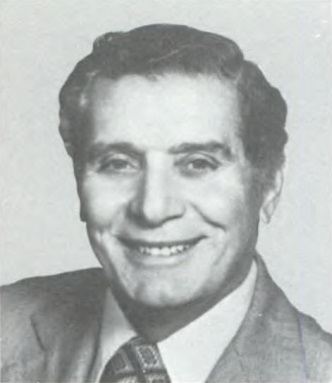
Abraham Kazen (1981)

Abraham Kazen Jr. (* 17. Januar 1919 in Laredo, Texas; † 29. November 1987 in Austin, Texas) war ein US-amerikanischer Politiker. Zwischen 1967 und 1985 vertrat er den Bundesstaat Texas im US-Repräsentantenhaus.

## Leben
Abraham Kazen besuchte bis 1937 die Laredo High School und studierte danach bis 1940 an der University of Texas. Nach einem anschließenden Jurastudium an der Cumberland University in Lebanon, Tennessee, und seiner 1942 erfolgten Zulassung als Rechtsanwalt begann er in Laredo in diesem Beruf zu arbeiten. Noch im gleichen Jahr trat er dem Fliegerkorps der US Army bei und diente während des Zweiten Weltkriegs nach einer Pilotenausbildung in Lubbock in Nordafrika, Sizilien und Italien. Nach dem Krieg schlug er als Mitglied der Demokratischen Partei eine politische Laufbahn ein. Zwischen 1947 und 1952 war Kazen Abgeordneter im Repräsentantenhaus von Texas; von 1952 bis 1966 gehörte er dem Staatssenat an, als dessen Präsident er im Jahr 1959 fungierte. 16 Jahre lang gehörte er dem Regierungsrat (Legislative Council) von Texas an.
In den Jahren 1960 und 1964 war Kazen Delegierter zu den Democratic National Conventions, auf denen John F. Kennedy und später Lyndon B. Johnson als Präsidentschaftskandidaten nominiert wurden. Bei den Kongresswahlen des Jahres 1966 wurde er als im 23. Wahlbezirk von Texas in das US-Repräsentantenhaus in Washington, D.C. gewählt, wo er am 3. Januar 1967 die Nachfolge von Joe R. Pool antrat. Nach acht Wiederwahlen konnte er bis zum 3. Januar 1985 neun Legislaturperioden im Kongress absolvieren. In diese Zeit fielen unter anderem der Vietnamkrieg, die Watergate-Affäre und die Endphase der Bürgerrechtsbewegung.
1984 wurde Abraham Kazen von seiner Partei nicht mehr zur Wiederwahl nominiert. Nach dem Ende seiner Zeit im US-Repräsentantenhaus zog er sich aus der Politik zurück. Er starb am 29. November 1987 in Austin und wurde in seinem Geburtsort Laredo beigesetzt.